# Jevgeņijs Miļevskis
Jevgeņijs Miļevskis   (Jūrmala, 15 d'agost de 1961) és un exfutbolista letó de la dècada de 1980.
Fou 3 cops internacional amb la selecció de Letònia.
Pel que fa a clubs, defensà els colors de Daugava Rīga, FC Spartak Moscou, FK Austria Wien i VSE Sankt Pölten.